# Nícocles (tirano de Sicião)
Nícocles foi um tirano de Sicião.
Nícocles tornou-se tirano ao matar traiçoeiramente o tirano anterior, Paseas, pai de Abantidas. Ele governou por quatro meses, durante os quais fez muito mal à cidade, quase perdendo-a para a Liga Etólia.
Nicoles temia Arato, um dos exilados, temendo que ele estivesse aliado aos reis macedônios, e enviou espiões a Argos para saber o que Arato estava fazendo. Arato, porém, agiu de forma aberta como se passasse o tempo todo em prazeres e banquetes, enganando os espiões.
Arato, porém, juntou seus soldados e, de noite, entrou na cidadela e capturou os soldados, sem matar nenhum deles. Com a chegada do dia, um arauto clamou ao povo que Arato, filho de Cleinias, estava convidando os cidadão para a liberdade; o povo, então, cercou o palácio de Nícocles carregando tochas, e queimou o palácio (o fogo pode ser visto de Corinto). Nícocles, porém, conseguiu escapar por uma passagem subterrânea, e fugiu da cidade.
A casa de Nícocles foi pilhada, e sua fortuna distribuída entre os cidadãos; mas nesta revolução nenhuma pessoa foi morta ou ferida. Sicião, então, junta-se à Liga Aqueia.